# Alexander Calvert
Alexander Calvert (Vancouver, Canadá; 15 de julio de 1990) es un actor canadiense. Es conocido por interpretar a Jack,  en Supernatural y a Lonnie Machin/Anarquía en Arrow.

## Biografía

### Carrera
Calvert debutó en 2005 en un episodio de La zona muerta.
Ha aparecido como estrella invitada en diversas series de televisión tales como: Psych, The Troop, Human Target, Bates Motel, Motive y The Returned. Así mismo, ha tenido participaciones en películas como To Be Fat Like Me, Devil's Diary, If I Had Wings, Lost After Dark y Blackburn.
El 17 de julio de 2015 se dio a conocer que Calvert fue elegido para dar vida a Lonnie Machin/Anarquía en Arrow.
En 2017 fue elegido, como habitual protagonista para la temporada 13 de otra serie de CW: Sobrenatural, interpretando a Jack, hijo de Lucifer.

## Filmografía
| Cine       | Cine                  | Cine                      | Cine                                                   |
| Año        | Título                | Rol                       | Notas                                                  |
| ---------- | --------------------- | ------------------------- | ------------------------------------------------------ |
| 2007       | Kickin' It Old Skool  | Justin (joven)            |                                                        |
| 2008       | Lost Boys: The Tribe  | Grom Hutter               | Directo a vídeo                                        |
| 2013       | Homesick              | Greg                      | Cortometraje                                           |
| 2013       | Let It Down           |                           | Cortometraje                                           |
| 2014       | Lost After Dark       | Johnnie                   |                                                        |
| 2015       | Blackburn             | Luke                      |                                                        |
| 2016       | Besties               | Nick                      |                                                        |
| 2017       | The Edge of Seventeen | Nick                      |                                                        |
| Televisión |                       |                           |                                                        |
| Año        | Título                | Rol                       | Notas                                                  |
| 2005       | La zona muerta        | Greg Stillson (12 años)   | 1 episodio                                             |
| 2006       | Psych                 | Jiri Prochazka            | 1 episodio                                             |
| 2007       | To Be Fat Like Me     | Robbie                    | Película para televisión                               |
| 2007       | Devil's Diary         | Teenage Boy #2            | Película para televisión                               |
| 2010       | The Troop             | Evan                      | 1 episodio                                             |
| 2010       | Human Target          | Sean                      | 1 episodio                                             |
| 2012       | Virtual Lies          | Tyler Sanderson           | Película para televisión                               |
| 2012       | Flicka: Country Pride | Jesse                     | Película para televisión                               |
| 2013       | If I Had Wings        | Vince Bernard             | Película para televisión                               |
| 2013       | Bates Motel           | Ra'uf                     | 2 episodios                                            |
| 2014       | Motive                | James Dent                | 1 episodio                                             |
| 2015       | The Returned          | Hunter                    | 3 episodios                                            |
| 2015–16    | Arrow                 | Lonnie Machin / Anarquía  | Personaje recurrente                                   |
| 2016       | Scream                | Alex Whitman / Tom Martin | 2 episodios                                            |
| 2017–2020  | Supernatural          | Jack / Hijo de Lucifer    | Elenco principal, serie de TV The CW (temporada 13-15) |